# André Morel (rugby à XV)
Pour les articles homonymes, voir André Morel et Morel.
Pas d'image ? Cliquez ici

a Compétitions nationales et continentales officielles uniquement.

b Matchs officiels uniquement.
 André Morel, né le 20 novembre 1927 à La Tronche et mort le 3 mars 2022 à Échirolles, est un ancien déporté, survivant du camp de Mauthausen, joueur français de rugby à XV, qui a joué avec l'équipe de France et le FC Grenoble au poste de trois quart aile.

## Biographie

### Déportation à Mauthausen
André Morel est né le 20 novembre 1927 à La Tronche. Lycéen à Grenoble, il prend connaissance de l'appel à la manifestation du 11 novembre 1943, exhortant à célébrer en pleine occupation allemande de l'Isère la victoire de 1918. Avec un ami, il se rend le jour venu au monument des Diables Bleus à onze heures et participe à cette manifestation patriotique d'ampleur. Encerclée par la Milice, la police française et les forces allemandes en présence, la manifestation tourne court. André Morel est arrêté et parqué dans une caserne grenobloise, dans l'attente de son départ. Âgé de seize ans « moins neuf jours », André Morel figure parmi les plus jeunes manifestants arrêtés.
André Morel est transféré au camp d'internement de Compiègne-Royallieu, d'où il est déporté le 22 mars 1944 en direction du camp de concentration de Mauthausen, en Autriche. Affecté au camp annexe de Gusen, André Morel survit à blessure due à une infection douloureuse au pied, cause de son transfert au Revier. A sa libération, le 5 mai 1945, André Morel ne pèse plus que trente-six kilogrammes, ce qui lui cause un départ en convalescence.
Membre de la Fédération Nationale des déportés et internés, résistants et patriotes, André Morel témoigne de son vécu à de nombreuses reprises, notamment devant un public scolaire, pour perpétuer la mémoire de la déportation.

### Rugby
André Morel joue en club successivement avec le FC Grenoble, La Voulte sportif et le Valence sportif. Avec le club grenoblois, il remporte le Championnat de France en 1954. Il dispute un unique test match avec l'équipe de France le 12 septembre 1954 contre l'équipe d'Argentine, match remporté 30 à 3 par les Français et au cours duquel Morel marque un essai.
En dehors de sa carrière de joueur de rugby à XV, il est directeur de salles de cinéma.
André Morel meurt le 3 mars 2022 à Échirolles, à l'âge de 94 ans.

## Palmarès
Avec le FC Grenoble
- Championnat de France de Nationale B :
  - Champion (2) : 1950 et 1952
- Championnat de France de deuxième division :
  - Champion (1) : 1951
- Championnat de France de première division :
  - Champion (1) : 1954
- Cape du FC Grenoble Rugby[8]